# Jon Rune Strøm

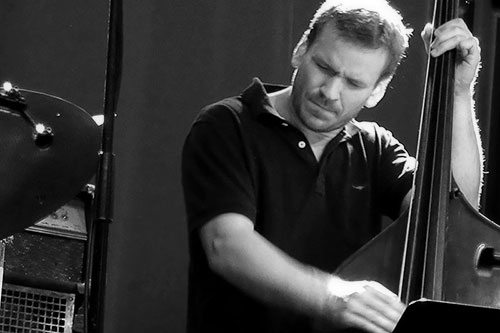
Jon Rune Strøm mit Paal Nilssen-Loves Gruppe Large Unit (2015)

Jon Rune Strøm (* 29. Januar 1985 in Namsos) ist ein norwegischer Jazzmusiker (Kontrabass, E-Bass).

## Leben und Wirken
Strøm wuchs auf einer Insel im Nordwesten Norwegens auf. Beeinflusst u. a. von Gary Peacock und Frode Gjerstad, mit dem erste Aufnahmen entstanden (East of the West, 2011),  spielt er in der norwegischen Free-Jazz-Szene mit Paal Nilssen-Loves Gruppe Large Unit, Petter Wettre und in Mats Gustafssons Nu Ensemble, ferner mit Musikern wie Mats Äleklint, John Dikeman, Martin Küchen, Thomas Johansson und Tollef Østvang in Formationen wie dem SAKA Trio, Universal Indians, All Included  und Friends & Neighbors. 2013 legte er das Soloalbum Jøa vor. 2018 spielte er im Frode Gjerstad 4tet. zu hören ist er auch auf dem Album We Are Electric von Rodrigo Amados Northern Liberties (2021).

## Diskographische Hinweise
- Friends & Neighbors: No Beat Policy (Øra Fonogram, 2011), mit Tollef Østvang, Oscar Grönberg, André Roligheten, Thomas Johansson
- Universal Indians: Nihil Is Now (Stone Floor Records, 2012), mit Tollef Østvang, John Dikeman
- Mats Gustafsson Hidros6: Solos, Duos, Groups (Not Two Records, 2013), mit Ingebrigt Haker Flaten, Per Åke Holmlander, Kjell Nordeson, Agustí Fernández, Christer Bothenm, Joe McPhee, Peter Evans, Stine Janvind Motland, Paal Nilssen-Love
- Large Unit: Erta Ale (2014)
- All Included: Satan in Plain Clothes (2014), mit Tollef Østvang, Martin Küchen, Mats Äleklint, Thomas Johansson
- Universal Indians: Skullduggery (2014), mit Joe McPhee, Tollef Østvang, John Dikeman,
- Martin Küchen, Jon Rune Strøm, Tollef Østvang: Melted Snow (NoBusiness, 2015)
- Jon Rune Strom Quintet: Fragments (Clean Feed, 2018)